# Гартевельд, Вильгельм Наполеонович

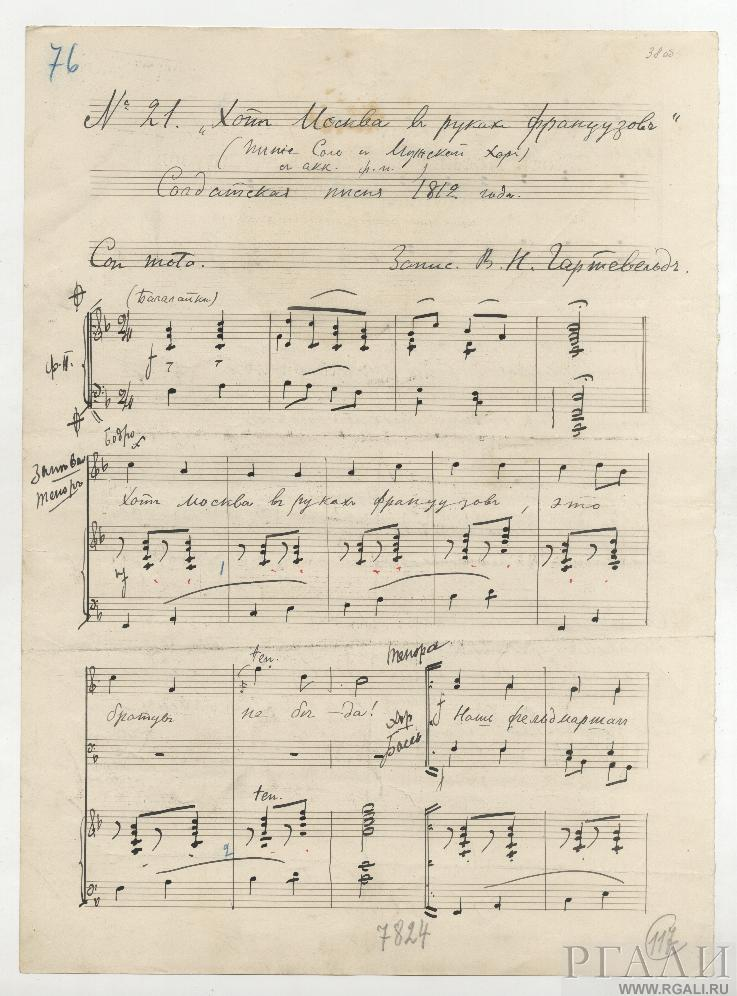
Запись песни «Хотя Москва в руках французов», сделанная Вильгельмом Гартевельдом к столетней годовщине войны 1812 года. Хранится в РГАЛИ.

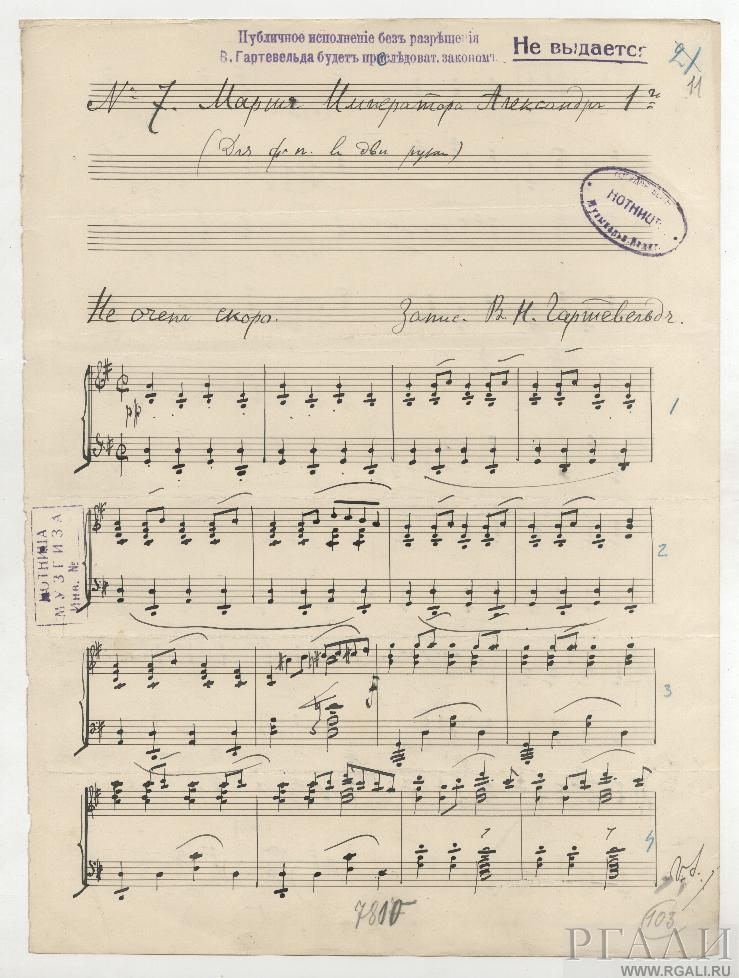
Запись арии императора Александра 1, сделанная Вильгельмом Гартевельдом к столетней годовщине войны 1812 года. Хранится в РГАЛИ.

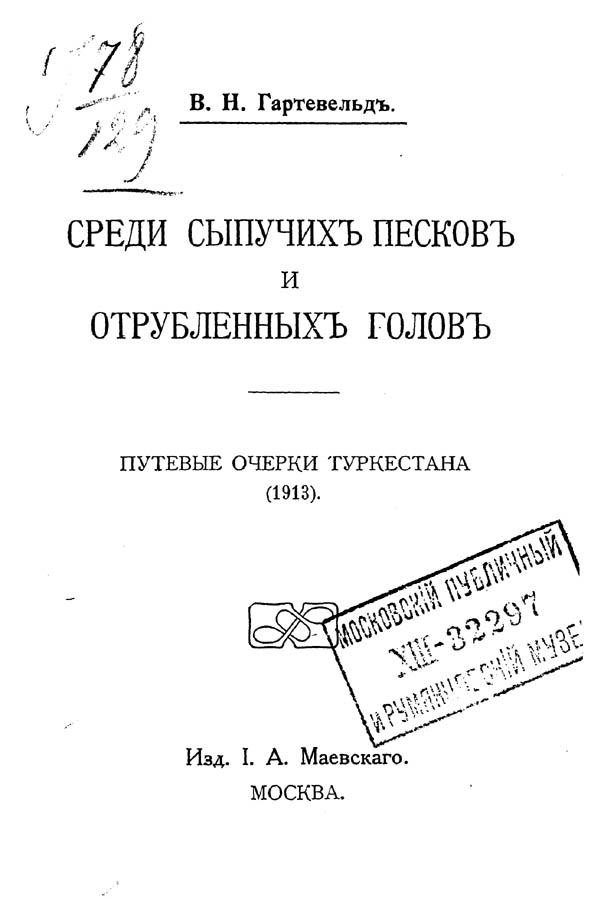
Скан обложки книги «Среди сыпучих песков и отрубленных голов (Путевые очерки Туркестана)», изданной в Москве в 1913 году издательским домом И. А. Маевского.

Вильгельм Наполеонович Гартевельд (правильнее Хартевельд; швед. Julius Napoleon Wilhelm Harteveld; 1859—1927) — российский музыковед, дирижёр, композитор, фольклорист и публицист шведского происхождения.

## Биография
В 1882—1919 Вильгельм Гартевельд годах жил, работал и путешествовал в Российской Империи, которую покинул в связи с революцией 1917 года, изначально уехав в Константинополь, а затем, летом 1920 года, в Стокгольм. Тут он читал лекции, выступал с концертами, писал мемуары, которые затем были собраны в книге, изданной в 1925 году, «Черное и красное: Трагикомические истории из жизни старой и новой России».
В 1920 году Гартевельд опубликовал в Швеции «Марш Карла XII», который он якобы восстановил по записям начала XVIII века, найденным им в Полтавском городском архиве. Марш мгновенно стал знаменитым. Однако в 1970-е годы было доказано, что вся эта история была сфальсифицирована: на самом деле «Марш Карла XII» был основан на «Марше московского ополчения», который Гартевельд записал в России ещё в 1912 году.
Вильгельм Гартевельд скончался в Стокгольме, в 1927 году.

## Творчество
Вильгельм Гартевельд является автором нескольких оркестровых сочинений, романсов на слова Даниила Ратгауза, оперы «Песнь торжествующей любви» («Сон») по одноимённой повести Тургенева, которая ставилась в 1895 году в Харькове, Казани, Москве и других городах и т. д. Его собственные произведения, впрочем, особой популярностью у публики не пользовались.
Швед оказался интересен для российской публики благодаря своему хобби — собиранию песен. Таких песен, жанр которых в настоящее время называют «шансоном», чуть ранее называли «блатными», а во времена Гартевельда — «каторжным фольклором». В 1908 году Вильгельм Гартевельд совершил путешествие по «Великому Сибирскому Пути», в котором записывал песни ссыльных и политкаторжан. С 1909 года начал организовывать концерты в разных городах России, распространяя музыкальный фольклор сибирской каторги (например, был популярным «Кандальный марш» в записи и обработке Гартевельда).
Общественный интерес к этому типу фольклора был большим. Песни каторжан слушали многие, начиная от студентов, заканчивая интеллигенцией. Не отказывались посещать концерты Гартевельда и солидные композиторы, искавшие новые музыкальные темы для своих произведений. Например, запись о посещении «большого концерта В. Н. Гартевельда из песен каторжан, бродяг и сибирских инородцев», прошедшем в апреле 1909 г., сохранилась в дневнике композитора Сергея Танеева.
Гартевельд издал значительное число нотных записей каторжных песен в своей обработке:
- «Песни каторги: Песни сибирских бродяг и каторжников» (СПб., 1908)
- «8 песен сибирских каторжан, бродяг и инородцев.» (СПб., 1908)
- «25 песен сибирских каторжан, бродяг и инородцев.» (СПб, 1909)
- «14 песен сибирских каторжан, бродяг и инородцев, собранных на месте в Сибири в 1908 г. В. Н. Гартевельдом» (СПб., 1910)

В Москве, Киеве и Санкт-Петербурге издавались также нотные записи отдельных песен. В 1909 году, 12 каторжных песен в обработке Гартевельда были записаны на пластинки и выпущены с пояснительной брошюрой «Песни каторжан».
Отношения Гартевельда с царским правительством были натянутыми, поскольку с точки зрения властей, концерты Гартевельда носили оппозиционный характер: каторга после поражения первой русской революции была переполнена политкаторжанами. 2 сентября 1909 г. Департамент полиции издал приказ с подписью директора департамента, который был направлен губернаторам и градоначальникам. В нём отмечалось, что особенным успехом на концертах Гартевельда пользуется «Кандальный марш» в сопровождении звона кандалов.
«Вследствие сего, — говорилось в документе, — и принимая во внимание, что подобное исполнение означенного марша, внося нежелательное возбуждение в общественную среду, может вместе с тем вызывать сочувствие к преступным элементам, подвергшимся за свою деятельность законному возмездию, имею честь, согласно приказанию Господина Министра внутренних дел, уведомить Ваше превосходительство, что дальнейшее исполнение помянутого „Кандального марша“ на концертах не должно быть допускаемо».
Летом 1910 г. Гартевельд поставил спектакль в декорациях и костюмах «Песни каторжан в лицах», который должен был проходить на эстраде сада «Эрмитаж», но представление было запрещено всего за несколько дней до премьеры.

Вильгельм Гартевельд имел и своих подражателей. Некоторые музыкальные деятели мгновенно поняли весь потенциал жанра «каторжной песни», которому через несколько десятилетий предстояло стать популярным в городском фольклоре, а затем в бардовской песне и шансоне. На различных сценах стали появляться «квартеты сибирских бродяг», солисты-исполнители каторжных песен и т. п. Дошло до того, что Гартевельд, согласно статье в «Петербургской газете» от мая 1909 года: 
«…обратился к московскому градоначальнику с просьбой запретить исполнение этих песен в разных увеселительных садах, находя, что эти песни „скорби и печали“ не к месту в таких заведениях. Просьба Гартевельда градоначальником удовлетворена».
Гартевельд, в отличие от своих предшественников, первым начал записывать не только слова каторжных песен, но и их мелодии. Именно благодаря ему нам известны такие песни как «Славное море — священный Байкал», «По диким степям Забайкалья» и многие другие. Книгоиздательством В. Антика «Польза» в Москве в серии «Универсальная библиотека» был издан сборник «Песни каторги», включивший 57 песен.
К столетней годовщине Отечественной войны, которая отмечалась в 1912 году, в Москве была издана книга Гартевельда «1812 год в песнях: Собрание текстов 33 русских и французских песен эпохи нашествия Наполеона I-го на Россию в 1812 г.», а в петербургском музыкальном издательстве Ю. Циммермана вышел монтаж для голоса, хора и фортепиано «1812 год: 35 русских и французских песен, маршей, танцев и пр. эпохи вторжения Наполеона I в Россию в 1812 году».

### Очерки о путешествиях
Библиография Вильгельма Гартевельда содержит не только книги, посвящённые музыке. Он также писал очерки о своих путешествиях, в которых рассказывал о своих приключениях и впечатлениях во время поезок. В 1911 году, в журнале «Русское богатство» Гартевельд опубликовал целый ряд очерков о своих сибирских впечатлениях, озаглавленных «В стране возмездия». В 1912 г. вышла книга «Каторга и бродяги Сибири» (переиздана в 1913). Например, из всех российских городов, Гартевельду особенно запомнился Челябинск, о котором он писал следующее:
Мне пришлось побывать во всех городах европейской и азиатской России, был я и на Кавказе, но, смело ручаюсь, что ни один город не носит такой поразительной и исключительной физиономии, как Челябинск. Если вы читали гениальные рассказы Брет-Гарта из жизни и нравов дальнего запада Америки, то вы получите представление о нравах в Челябинске. Это какой-то «вольный город» для которого закон не писан… Закон каждый носит с собой в кармане в виде браунинга, так как с наступлением темноты без такого «аргумента» никто на улицу не выходит… У меня посейчас хранится афиша концерта, где напечатано, что «для безопасности публики по возвращении ее домой из концерта будет выставлена воинская охрана».
В 1913 году, после длительного путешествия Гартевельда по Туркестану, на свет появилась книга «Среди сыпучих песков и отрубленных голов: Путевые очерки Туркестана», изданная издательским домом И. А. Маевского.